# Wohnsiedlung Salzweg
Die Siedlung Salzweg ist eine zwischen 1965 und 1969 von Manuel Pauli geplante und erbaute Überbauung in Zürich. Die Überbauung besteht aus zwei Punkthäusern und zwei gestaffelten, zwei bis sechsstöckigen Zeilenbauten. Die Siedlung ist im Rahmen der Wohnbauaktion 1965 von der Stadt Zürich entstanden, welche Schaffung von verbilligten Wohnraum zum Ziel hatte.

## Lage
Die Siedlung Salzweg befindet sich am Rande der Stadt Zürich in Altstetten in direkter Nähe des Stadtwalds und des Friedhofs Eichbühl.

## Geschichte

Luftaufnahme von Werner Friedli

Die Stadt Zürich schrieb 1965 einen Wettbewerb zur Förderung von preisgünstigem, familienfreundlichen kommunalen Wohnungsbaus aus. Der Wettbewerb konnte von Manuel Pauli mit einem Entwurf von vier Hofraumgruppen mit je einem Punkt- und einem Zeilenbau gewonnen werden. Ausgeführt wurden schlussendlich jedoch nur zwei davon. Um einen raschen Baufortschritt sicherzustellen, wurde die Siedlung aus vorfabrizierten stockwerkhohen Platten auf der Baustelle vorgefertigt.
Laut Manuel Pauli sollen die in der Höhe gestaffelten, mit Spielplätzen und Hügeln versehenen Wohnhöfe den Bewohnern als Identifikationsorte dienen. Die Farbgebung von Eva Pauli unterstreicht in verschiedenen Rottönen die Staffelung der Bauten. Die farbige Betonlasur umfasst fünf Rottöne.
Mitte Juni 2020 wurde von der Stadt Zürich ein Wettbewerb für einen Ersatzneubau der Siedlung Salzweg ausgeschrieben. Unter anderem aufgrund der vorfabrizierten Bauweise wird die Siedlung von der Stadt Zürich als schwer sanierbar beschrieben.